# Faculdade de Artes Visuais da Universidade Federal de Goiás
A Faculdade de Artes Visuais (FAV) é uma unidade acadêmica da Universidade Federal de Goiás (UFG) localizada na cidade de Goiânia. Oferece cursos de graduação em artes visuais, design e arquitetura e urbanismo, além de um programa de pós-graduação em arte e cultura visual. É considerada uma das melhores instituições de ensino superior públicas do país na área de artes e design.

## História
A UFG foi criada em 1960 reunindo cinco Cursos Superiores existentes no Estado. A Faculdade de Artes Visuais, assim denominada a partir de 1996, integrava o extinto Instituto de Artes da UFG. Este Instituto nasceu em 1968 como resultado da fusão entre o antigo Instituto de Belas Artes de Goiás e o Conservatório Goiano de Música. O processo de sedimentação das artes visuais em Goiás teve, na Universidade e no Instituto de Artes, um ponto de convergência de ações e artistas representativos no estado e no cenário artístico do país, tais como Gustav Ritter, Zofia Stamirovska e Cleber Gouveia.
A reforma administrativa promovida pela UFG em 1996, ao extinguir o Instituto de Artes, formou duas Unidades autônomas, a Faculdade de Artes Visuais (FAV) e a Escola de Música e Artes Cênicas (EMAC). Esta separação deu visibilidade à FAV e favoreceu seu crescimento com a implantação de novos cursos e a ampliação de suas atividades de extensão e pesquisa.
Em 25 de março de 2013 foi inaugurado o novo prédio da unidade acadêmica, que até então funcionava nas mesmas instalações que a Escola de Música e Artes Cênicas. A primeira etapa tem 4.400 m2 de área construída, com salas de aula, laboratórios, ateliês e um auditório. Em 2015 foi eleita a melhor instituição de ensino pública na área de Artes e Design, segundo o Guia do Estudante. 

## Cursos

###### Graduação
- Bacharelado em Artes Visuais;
- Bacharelado em Design Gráfico;

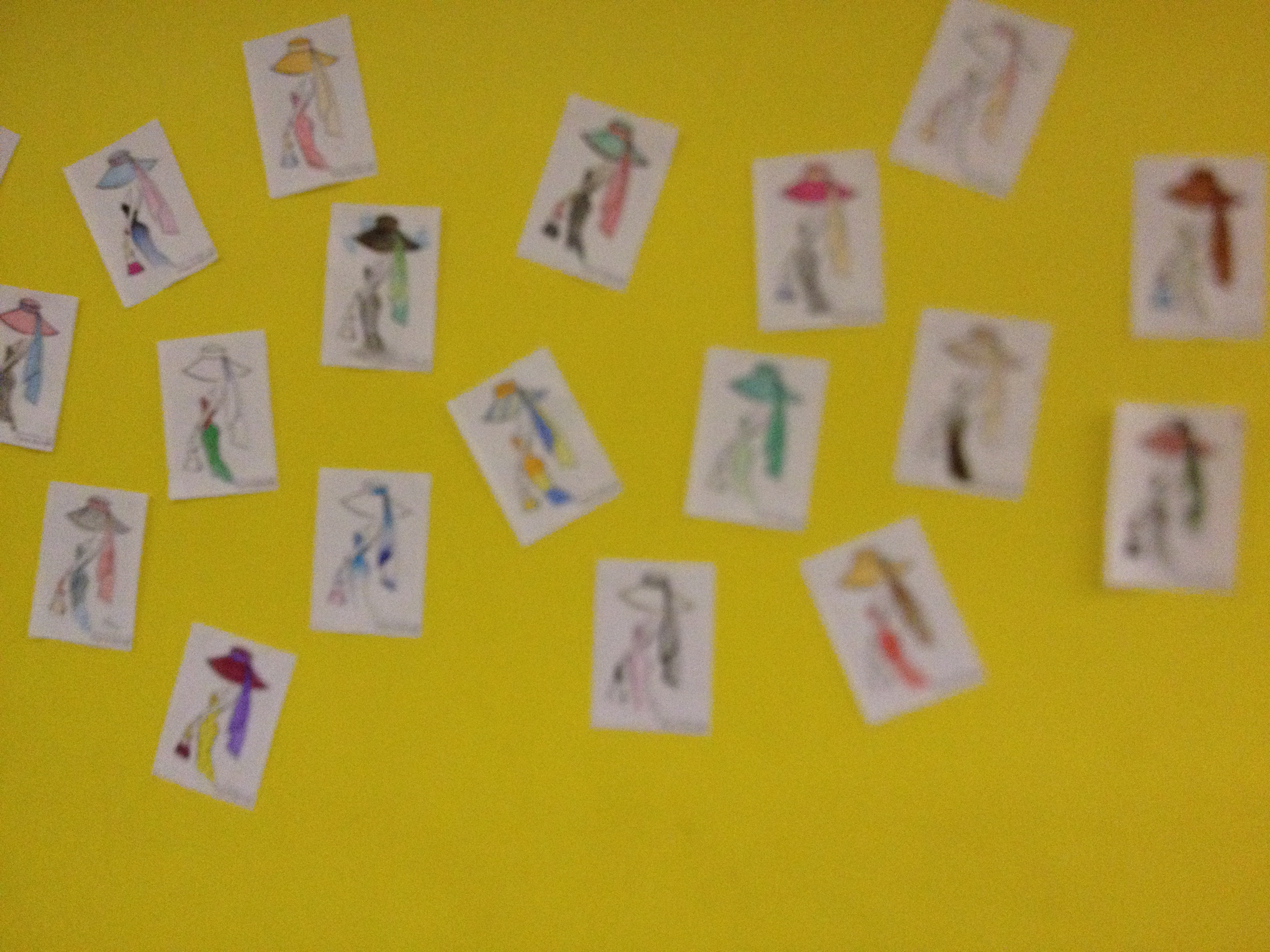
Alguns trabalhos produzidos por alunos do curso de Design de Moda.

- Bacharelado em Design de Ambientes;
- Bacharelado em Design de Moda;
- Bacharelado em Arquitetura e Urbanismo;
- Licenciatura em Artes Visuais.

###### Pós-Graduação
- Arte e Cultura Visual - Mestrado e Doutorado
- Projeto & Cidade - Mestrado

###### Cursos na modalidade a distância
- Licenciatura em Artes Visuais do programa Prolicenciatura: é um projeto que visa a formação de professores da rede pública que já atuam em sala de aula sem ter a formação especifica de Artes Visuais. Assim, o curso é fechado para professores que atendem a essa situação.

- Licenciatura em Artes Visuais do programa Universidade Aberta do Brasil: é um curso aberto a todos aqueles que concluíram o ensino médio e desejam a formação docente para a área de artes visuais.

## Galeria da Faculdade de Artes Visuais
A Galeria da FAV, espaço Prof. Antônio Henrique Péclat, foi inaugurada em 21 de maio de 2002. É o núcleo responsável pela guarda, catalogação e conservação das obras integrantes do acervo artístico da Faculdade de Artes Visuais. Tem sob seu cuidado um conjunto de obras de artistas brasileiros, nas categorias de desenho, pintura, gravura, escultura, objeto, vídeo e fotografia, abrigando um patrimônio formado por cinco coleções distintas.